# Nocturnes (álbum)
Nocturnes es el segundo álbum de estudio de Uh Huh Her que fue lanzado el 11 de octubre de 2011 en todo el mundo. El álbum hasta ahora ha tenido cuatro singles y videos musicales

## Tracks
1. "Marstorm" – 4:02
2. "Another Case" – 3:24
3. "Disdain" – 2:49
4. "Wake To Sleep" - 4:10
5. "Human Nature" – 4:28
6. "Many Colors" – 2:28
7. "Debris" - 2:45
8. "Criminal" – 4:13
9. "Same High" – 3:58
10. "Darkness Is" – 3:35
11. "Time Stands Still" - 4:12

## Videoclips
- "Another Case" (2011)
- "Debris" (2011)
- "Wake To Sleep" (2012)
- "Human Nature" (2012)

- Datos: Q623081